# Veleczky János
Veleczky János, Welleczky (Pest, 1786. október 11. – Bécs, 1854. május 12.) sebészorvos, egyetemi tanár.

## Élete
Szülővárosában 1805-től 1807-ig seborvostudományt hallgatott és sebészmester lett. 1808-tól 1810-ig a magasabb sebészet tudományát végezte el, 1811-ben pedig sebészdoktorrá avatták. Már 1807-ben a sebészeti tanszék mellett segéd, 1811-ben pedig adjunktus lett. 
1812–1816-ig az elméleti sebészetet mint helyettes adta elő az egyetemen, 1816-ban pedig az elméleti sebészet rendes tanárává neveztetett ki és 1847-ig működött, amikor teljes fizetéssel nyugalomba helyezték. Ekkor kapta a királyi tanácsosi címet is. 1833–1834-ben a rektor is volt. 1854-ben hunyt el Bécsben.

## Művei
- Sermo, quo instaurationis anniversarium diem regia literarum universitatis hungaricae 25. Junii 1834. in palatio majore universitatis celebravit. Budae, 1834